# جوني ديفلن
جوني ديفلن (بالإنجليزية: Johnny Devlin)‏ هو كاتب أغاني بريطاني، ولد في 11 مايو 1938 في Raetihi ‏ في نيوزيلندا.

## وصلات خارجية
- جوني ديفلن على موقع ميوزك برينز (الإنجليزية)
- جوني ديفلن على موقع ديسكوغز (الإنجليزية)